# 大津市立田上小学校
大津市立田上小学校（おおつしりつ たなかみしょうがっこう）は、滋賀県大津市里五丁目にある公立小学校。

## 沿革
- 1873年（明治6年） - 開校。

## 通学区域
- 田上羽栗町、田上森町、田上石居町、田上里町、田上関津町、田上稲津町、羽栗二丁目、羽栗三丁目、森一丁目、森二丁目、森三丁目、枝一丁目、枝二丁目、枝三丁目、枝四丁目、里一丁目、里二丁目、里三丁目、里四丁目、里五丁目、里六丁目、里七丁目、石居一丁目、石居二丁目、石居三丁目、太子一丁目、太子二丁目、関津一丁目、関津二丁目、関津三丁目、関津四丁目、関津五丁目、関津六丁目、黒津一丁目、黒津二丁目、黒津三丁目、黒津四丁目、黒津五丁目、稲津一丁目、稲津二丁目、稲津三丁目、稲津四丁目、稲津五丁目[1]。

※卒業後は基本的に大津市立田上中学校に進学する。

## 著名な卒業生
- 高橋千晶（バレーボール選手）